# Acacia bombycina
Acacia bombycina é uma espécie de leguminosa do gênero Acacia, pertencente à família Fabaceae.